# Vyšné Repaše
Vyšné Repaše (Hongaars: Felsőrépás) is een Slowaakse gemeente in de regio Prešov, en maakt deel uit van het district Levoča.
Vyšné Repaše telt 103 inwoners.